# Mala Pomicina, Novoukraiinka
Mala Pomicina (în ucraineană Мала Помічна) este localitatea de reședință a comunei Mala Pomicina din raionul Novoukraiinka, regiunea Kirovohrad, Ucraina.

## Demografie
Componența lingvistică a localității Mala Pomicina
     Ucraineană (95,96%)
     Rusă (3,12%)
     Alte limbi (0,91%)
Conform recensământului din 2001, majoritatea populației localității Mala Pomicina era vorbitoare de ucraineană (95,96%), existând în minoritate și vorbitori de rusă (3,12%).